# Motörhead
Motörhead [ˈmoʊtərhɛd] war eine 1975 in London gegründete Rockband. Die Musik von Motörhead vereinte Einflüsse aus Punk, Hard Rock, Rock ’n’ Roll und Bluesrock. Ihr Einfluss auf andere Musiker und Bands war und ist im Vergleich zum eigenen kommerziellen Erfolg sehr groß.
Zwischen 1979 und 1982 hatte die Band ihre kommerziell erfolgreichste Phase. Die Alben aus dieser Zeit wie Overkill, Bomber (beide 1979) und Ace of Spades (1980) gelten als wegweisend für den Heavy Metal und als Klassiker des Genres. Seit den frühen 2000er Jahren verzeichnete Motörhead wieder eine steigende Popularität. Die Bandgeschichte war von zahlreichen Wechseln in der Besetzung, beim Management und der Plattenlabel geprägt. Motörhead stand bei insgesamt 16 verschiedenen Labels unter Vertrag. Seit 1995 war die Gruppe unverändert in der Besetzung Lemmy Kilmister (E-Bass, Gesang), Phil Campbell (E-Gitarre) und Mikkey Dee (Schlagzeug) aktiv. Einen Tag nach dem Tod von Lemmy Kilmister am 28. Dezember 2015 erklärte Mikkey Dee das Ende der Band.
Charakteristisch für Motörhead war, dass der E-Bass die Rolle der Rhythmusgitarre übernahm, wodurch die Klangfarbe der Musik deutlich basslastiger als die vergleichbarer Gruppen wie AC/DC war. Im Auftreten und in den Liedtexten präsentierte die Gruppe sich als „Outlaws“. Damit sicherte sich Motörhead die Sympathien der Punk-Szene der späten 1970er Jahre und diente so als Bindeglied zwischen Punk und Heavy Metal.

## Geschichte

### Gründung und frühe Jahre

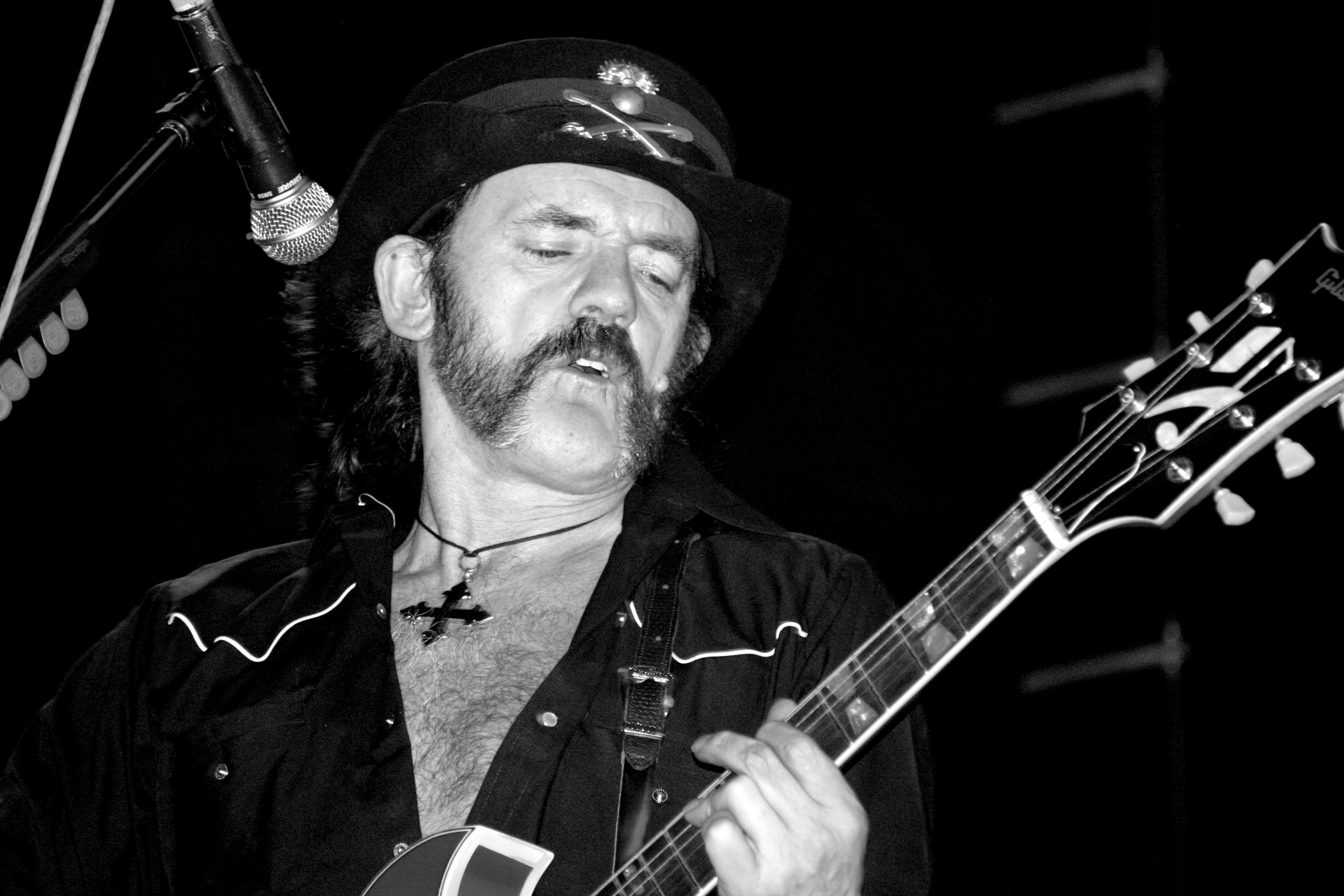
Lemmy Kilmister, hier mit E-Gitarre

Die Geschichte von Motörhead ist untrennbar mit der des Sängers und Bassisten Ian „Lemmy“ Kilmister verbunden. Der am 24. Dezember 1945 in Stoke-on-Trent, Staffordshire, England geborene Ian Kilmister, Sohn eines Feldkaplans der Royal Air Force und einer Bibliothekarin, spielte seit 1971 Bass bei der britischen Space-Rock-Band Hawkwind. Während einer Nordamerika-Tournee wurde er an der Grenze der USA zu Kanada im Mai 1975 wegen Besitzes von Amphetaminen festgenommen. Die Band stellte die Kaution für Kilmister und flog ihn für den Auftritt nach Toronto ein, weil sie auf die Schnelle keinen Ersatz finden konnte, allerdings wurde er nach dem Konzert gefeuert.
Kilmister kehrte nach England zurück und begann sofort mit der Zusammenstellung einer neuen Band. Gitarrist Larry Wallis kannte er von gemeinsamen Auftritten mit UFO und den Pink Fairies, Schlagzeuger Lucas Fox wurde ihm von einer Freundin empfohlen. Kilmister spielte Bass und übernahm den Gesang. Ursprünglich sollte die Band Bastard heißen, allerdings hielt der damalige Bandmanager Douglas Smith den Namen nicht für medientauglich. Daraufhin wählte Kilmister „Motörhead“ als Bandnamen. Die Bezeichnung stammt aus dem US-amerikanischen Slang, bedeutet „geschwindigkeitssüchtig“ und ist auch ein Synonym für Konsumenten amphetaminhaltiger Drogen. Zugleich ist „Motorhead“ der Titel des letzten Liedes, das Kilmister für Hawkwind geschrieben hatte. Dieses Lied wurde ursprünglich als B-Seite der Hawkwind-Single Kings of Speed veröffentlicht. Die Verwendung des in der englischen Sprache nicht gebräuchlichen Buchstabens ö im Bandnamen geht auf die Gruppe Blue Öyster Cult zurück. Das Motörhead-Logo mit diesem Umlaut stammt vom Grafiker Joe Petagno, der das Cover für das erste Album der Gruppe anfertigte. Dieser sogenannte Heavy-Metal-Umlaut fand auch Verwendung in den Spitznamen der Bandmitglieder Phil Campbell („Wizzö“) und Mick Burston („Würzel“) sowie in verschiedenen Albumtiteln.
Am 20. Juli 1975 absolvierten Motörhead ihren ersten Auftritt im Londoner Roundhouse im Vorprogramm der Band Greenslade und im Oktober 1975 spielte die Band als Opener für Blue Öyster Cult im Hammersmith Odeon.
United Artists, das Plattenlabel von Hawkwind, nahm Motörhead unter Vertrag und im Frühjahr 1976 ging die Band ins Tonstudio, um ihr erstes Album On Parole aufzunehmen. Bereits während der Aufnahmen kam es zu Spannungen mit Schlagzeuger Lucas Fox, der mit dem von übermäßigem Konsum von Alkohol und anderen Drogen gekennzeichneten Lebensstil der übrigen Musiker nicht mithalten konnte. Durch einen gemeinsamen Freund lernte Kilmister Phil „Philthy Animal“ Taylor kennen, und nach einer Jamsession mit ihm wurde Fox gefeuert, durch Taylor ersetzt und die Aufnahmen in dieser Besetzung fertiggestellt. Allerdings verhinderte das Plattenlabel die Veröffentlichung des Albums und einer Single, die Motörhead für ihr neues Label Stiff Records im Sommer 1976 aufgenommen hatte. Während dieser Zeit kam Kilmister auf die Idee, die Band mit „Fast“ Eddie Clarke um einen zweiten Gitarristen zu erweitern. Zur ersten gemeinsamen Probe erschien Larry Wallis um mehrere Stunden verspätet und verließ danach die Band. Als Hauptgrund für seinen Weggang gab Wallis später an, er hätte wegen der Probleme bei den Aufnahmen die Lust an Motörhead verloren und das Gefühl, Clarke wäre von Anfang an dazu gedacht gewesen, ihn zu ersetzen.

### Kommerzieller Durchbruch und Erfolg
Ende 1976 entließ United Artists die Band aus dem bestehenden Vertrag. Ohne gültigen Plattenvertrag beschloss Motörhead im Frühjahr 1977, sich wegen Erfolglosigkeit aufzulösen und ein letztes Konzert zu geben. Während dieses Konzerts war Ted Carroll von Chiswick Records anwesend und bot den Musikern im Anschluss einen Plattenvertrag für eine Single an. Aus den Aufnahmen zur Single wurden Aufnahmen für ein vollständiges Album, das im September 1977 unter dem Titel Motörhead erschien. Eingespielt wurde es in der Besetzung Kilmister, Taylor und Clarke und bedeutete mit Platz 43 der britischen Albumcharts den ersten kommerziellen Erfolg der Band. Die Beyond the Tresholds of Pain Tour zum Album musste Motörhead nach fünf Auftritten abbrechen, weil Phil Taylor sich das Handgelenk gebrochen hatte.
Nachdem es Mitte 1978 zum Bruch mit Bandmanager Tony Secunda gekommen war, weil dieser den Vertrag mit Chiswick Records gekündigt hatte, übernahm Douglas Smith wieder das Management und besorgte Motörhead einen Vertrag mit Bronze Records. Das erste Ergebnis dieser Zusammenarbeit war die Single Louie Louie, die am 25. August 1978 erschien und Platz 68 der britischen Singlecharts erreichte. Nach einer Tournee im Herbst 1978 wurde das Album Overkill aufgenommen und am 24. März 1979 veröffentlicht. Es erreichte in Großbritannien Platz 24 der Albumcharts und erhielt eine „Silberne Schallplatte“ für mehr als 60.000 verkaufte Einheiten. Nach Abschluss der Tournee zu Overkill nahm Motörhead das nächste Album auf, das am 27. Oktober 1979 unter dem Titel Bomber erschien; es erreichte Platz 12 der britischen Albumcharts und ebenfalls Silber-Status. Damit erzielten die Musiker erstmals Einnahmen, von denen sie leben konnten, und investierten einen Großteil der Tantiemen in die Ausrüstung der Band.
Kurz nach Bomber und dem damit verbundenen kommerziellen Erfolg veröffentlichte United Artists Records im Herbst 1979 das bereits 1976 aufgenommene On Parole. Da die Rechte an dem Album beim Plattenlabel lagen, benötigten sie dafür nicht das Einverständnis der Band.
Während der Tournee zu Bomber wurden vier Titel live mitgeschnitten und erschienen im Mai 1980 als EP The Golden Years, die mit Platz 8 die britischen Top Ten erreichte. Die Strapazen des Tourneelebens forderten ihren Tribut, als Kilmister nach einem Konzert in der Stafford Bingley Hall im Juli 1980 kollabierte. Nach einer kurzen Erholungsphase begann die Band Anfang August mit den Aufnahmen zu Ace of Spades, das am 8. November 1980 erschien. Das Album war der größte Erfolg von Motörhead in Großbritannien mit Platz 4 der Albumcharts und Gold-Status für mehr als 100.000 verkaufte Einheiten. Die Single Ace of Spades erreichte Platz 15 der britischen Singlecharts.
Im November begann die Ace-Up-Your-Sleeve-Tour durch Großbritannien und Nordirland. Nach einem Auftritt in Belfast verletzte sich Phil Taylor an der Halswirbelsäule, sodass die für Anfang 1981 geplanten Auftritte in Europa verschoben werden mussten. Während dieser Zeit nahm Motörhead gemeinsam mit Girlschool die EP St. Valentine’s Day Massacre auf, auf der sich mit Please Don’t Touch eine Coverversion von Johnny Kidd & the Pirates befand. Die EP erreichte Platz 5 der Charts. Im März 1981 wurde die Tournee fortgesetzt. Während der Auftritte in Leeds und Newcastle wurden die Aufnahmen gemacht, die auf dem im Juni 1981 veröffentlichten Live-Album No Sleep ’til Hammersmith zu hören sind. Dieses Album stieg in der ersten Chartwoche auf Platz 1 der britischen Albumcharts ein. Für das Album erhielt Motörhead ihre bislang letzte Goldene Schallplatte in Großbritannien.

### Bandinterne Streitigkeiten und Besetzungswechsel
Nach Abschluss der USA-Tournee mit Ozzy Osbourne kehrte Motörhead nach Europa zurück und begann mit den Aufnahmen zum nächsten Album Iron Fist. Während dieser Zeit kam es zu Differenzen zwischen dem Management und der Band, da die Mitglieder von Motörhead vermuteten, dass sie in finanzieller Hinsicht betrogen worden waren. Diese Probleme schlugen sich in den Aufnahmen nieder, weil das Management nicht die nötigen 10.000 Pfund für die Produktion des Albums zur Verfügung stellte. Daraufhin entschied Kilmister, dass Eddie Clarke das Album produzieren sollte. Nachdem Kilmister während der laufenden Tournee zum Iron-Fist-Album Clarke dazu verpflichtet hatte, auch die Aufnahmen zur Stand-by-Your-Man-EP mit Wendy O. Williams zu produzieren, kam es im Studio zum offenen Streit zwischen beiden Musikern, in dessen Folge Clarke Motörhead verließ. Zwar spielte Clarke noch zwei ausstehende Shows in New York und Toronto, war aber zu dem Zeitpunkt kein offizielles Mitglied von Motörhead mehr.
Ersetzt wurde Clarke durch Brian Robertson (ehemals Thin Lizzy), den Kilmister bereits seit Jahren kannte. Weil er kurzfristig verfügbar war, ließ die Band ihn von Europa nach Kanada einfliegen. Nach einer kurzen Probe spielte er das erste Konzert mit Motörhead in Detroit im Juni 1982. Es folgten weitere Auftritte in Japan und Europa, bevor im März 1983 die Aufnahmen zu Another Perfect Day begannen. Das Album gilt wegen Robertsons Gitarrenarbeit als motörhead-untypisch, weil es raffiniertere und extravagantere Melodien als die anderen Alben enthält. Mit dem im Juni 1983 veröffentlichten Album begann der kommerzielle Erfolg von Motörhead nachzulassen, es erreichte nicht mehr die Top Ten der Albumcharts und erhielt keine Auszeichnung für die Anzahl der Verkäufe. Die Fans von Motörhead mochten Another Perfect Day zunächst nicht und warfen der Band vor, eher kommerzielle als musikalische Interessen zu verfolgen; heute gilt das Album als Geheimtipp. Die Zusammenarbeit mit Robertson währte bis zum Herbst 1983. Während der laufenden Tournee weigerte er sich zunächst, alte Motörhead-Lieder zu spielen. Zum Eklat kam es nach einem Konzert in Hannover, bei dem Robertson trotz Ermahnung durch Kilmister dreimal das Lied Another Perfect Day anstimmte. Daraufhin feuerte Kilmister ihn und sagte den Rest der Tour ab.

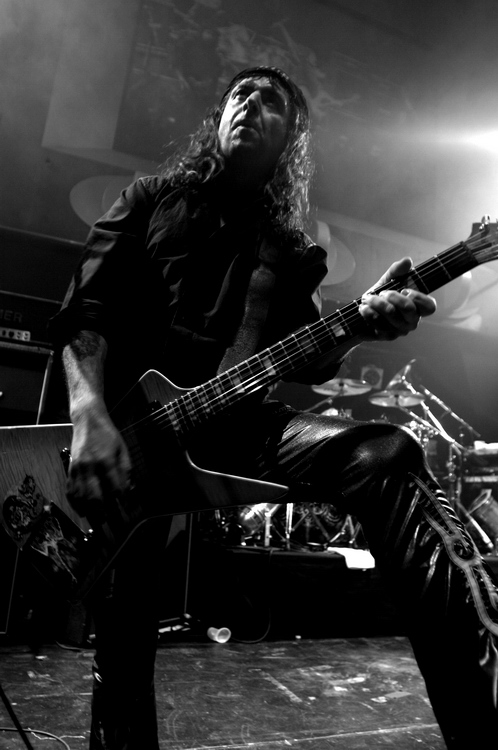
Gitarrist Phil Campbell (2005)

In einem Interview mit der Musikzeitschrift Melody Maker gab Kilmister bekannt, dass Motörhead auf der Suche nach einem neuen Gitarristen sei. Aus der Vielzahl der Bewerbungen wurden Phil Campbell und Michael „Würzel“ Burston ausgewählt. Um sich für einen entscheiden zu können, setzte Kilmister ein Vorspielen an, zu dem Schlagzeuger Taylor jedoch nicht erschien und stattdessen erklärte, aufhören zu wollen. Auf Vorschlag des Bandmanagers wurde er durch Pete Gill (ehemals Saxon) ersetzt, den Kilmister seit einer gemeinsamen Tour 1979 mit Saxon kannte. Weiterhin wurde entschieden, die Band mit zwei Gitarristen fortzuführen. In dieser Besetzung setzte Motörhead im Frühjahr 1984 die im Herbst 1983 unterbrochene Tournee fort. Zur Promotion der neuen Besetzung veröffentlichte Bronze Records im September 1984 das Best-of-Album No Remorse, das neben bereits veröffentlichten Stücken vier in der aktuellen Besetzung aufgenommene neue Titel enthielt. Aufgrund von Problemen mit dem Label, das sich laut Kilmister „nicht mehr für die Band interessierte“, verließ Motörhead Ende 1984 Bronze Records, war aber wegen Rechtsstreitigkeiten bis auf weiteres daran gehindert, ein neues Album zu veröffentlichen. Während dieser Zeit bestritt die Band verschiedene Auftritte, unter anderem zum zehnjährigen Jubiläum im Juni 1985 im Hammersmith Odeon.
Im November 1985 war der Streit mit Bronze Records beigelegt, und Bandmanager Douglas Smith nahm Motörhead bei seinem eigenen Plattenlabel GWR Records unter Vertrag. Das Anfang 1986 aufgenommene Studioalbum Orgasmatron erschien am 9. August 1986, gefolgt von einer Tournee. Anfang 1987 fanden die Dreharbeiten zu Motörheads Cameo-Auftritt im Film Eat the Rich statt. Während des Drehs wurde Pete Gill von Kilmister wegen persönlicher Differenzen gefeuert, und Phil Taylor kehrte zur Band zurück. Mit ihm nahm Motörhead im Juni 1987 das nächste Album Rock ’n’ Roll auf, das im September des Jahres erschien. Die darauf folgende Tournee führte die Band 1988 im Vorprogramm von Alice Cooper in die USA. Im Juli 1988 wurde ein Konzert im finnischen Hämeenlinna beim Giants of Rock aufgenommen und als Live-Album No Sleep at All veröffentlicht. Nach einer kurzen Auszeit Anfang 1989 begann die Band mit dem Songwriting für das nächste Album. Dessen Veröffentlichung verschob sich allerdings erheblich, weil sich Motörhead im Herbst 1989 von ihrem Manager und damit auch von dessen Plattenfirma GWR Records trennte. Grund für die Trennung war der Verdacht finanzieller Unregelmäßigkeiten, der schließlich zu einem Vertrauensbruch zwischen Smith und Motörhead führte.

### Major-Deals und die Suche nach einem neuen Plattenlabel
1990 fand Motörhead mit Phil Carson einen neuen Manager, der bereits für Robert Plant gearbeitet hatte. Carson verschaffte Motörhead einen Plattenvertrag bei WTG Records, einem Sublabel von Sony Music. Der Sitz des Unternehmens war Los Angeles, weshalb Kilmister im Juni 1990 seinen Wohnsitz dorthin verlegte, während die übrigen Bandmitglieder in England blieben. Kurz darauf begannen die Aufnahmen zum Album 1916, das im Februar 1991 erschien. Es erreichte mit Platz 142 die bis dahin höchste Notierung in den US-amerikanischen Billboard-200-Albumcharts. Während der anschließenden Tournee trennte sich Manager Carson von der Band, weil er ein besseres Angebot bekommen hatte. Das Management übernahm zunächst Sharon Osbourne, die allerdings finanzielle Unregelmäßigkeiten während der Japan-Tour der Band anlastete und den Vertrag kündigte. Ohne Management ging Motörhead auf Tour durch Australien. Darauf folgte die vom Sony-Konzern organisierte Operation-Rock-'n'-Roll-Tournee durch Nordamerika. Neben Motörhead nahmen mit Alice Cooper, Judas Priest, Metal Church und Dangerous Toys insgesamt fünf Bands daran teil, die alle bei verschiedenen Labels des Sony-Konzerns unter Vertrag standen. Gegen Ende der Tour fand Motörhead mit Doug Banker einen neuen Manager. Anfang 1992 begannen die Aufnahmen zum Album March ör Die, während der Schlagzeuger Taylor gefeuert wurde. Die Trennung hatte sich bereits abgezeichnet, endgültiger Auslöser war, dass Taylor zu den Aufnahmen erschien, ohne die neuen Stücke einstudiert zu haben.

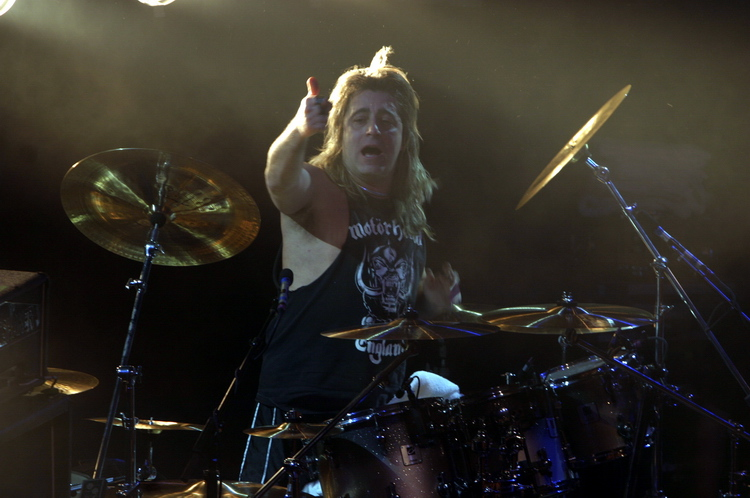
Schlagzeuger Mikkey Dee

Als neuer Schlagzeuger wurde der Schwede Mikkey Dee verpflichtet, den Kilmister von einer gemeinsamen Tour mit King Diamond kannte. Dee ist erstmals auf March ör Die zu hören, das im August 1992 erschien. Erneut wechselte Motörhead das Management, neuer Manager wurde Todd Singerman. Zu dieser Zeit zeichnete sich zudem der Bankrott des Labels WTG ab. Anfang 1993 wechselte die Band zu dem auf Dance-Musik spezialisierten deutschen Label ZYX Music, weil es das beste finanzielle Angebot machte. Im November 1993 erschien mit Bastards das nächste Studioalbum. Nach der Tour zum Album trennten sich Motörhead und ZYX und die Band wechselte zu CBH, dem Label ihres deutschen Promoters Rainer Hänsel. Für das im März 1995 veröffentlichte Album Sacrifice konnte mit CMC Records erst im Nachhinein ein Distributor für die Märkte außerhalb Europas gefunden werden. Kurz darauf verließ Gitarrist Michael „Würzel“ Burston die Band, der gemeinsam mit seiner Ehefrau Lemmy Kilmister beschuldigte, ihn finanziell auszunehmen. Motörhead beschloss, keinen Ersatz für Burston zu suchen, und war seitdem als Trio in der Besetzung Kilmister, Campbell und Dee aktiv.
Nach einer Tournee erschien im Oktober 1996 das nächste Studioalbum Overnight Sensation. Die dazugehörige Tournee führte die Band erstmals nach Russland, wo sie vier Auftritte in Moskau, Rostow und Sankt Petersburg bestritt. Im März 1998 erschien das Album Snake Bite Love. Auf der anschließenden Tour wurde ein Auftritt in Hamburg mitgeschnitten und 1999 als Live-Album Everything Louder than Everyone Else veröffentlicht. Ebenfalls im Jahr 1999 wurde während der Pausen der laufenden Tournee das fünfzehnte Studioalbum aufgenommen. Am 16. Mai 2000 erschien We Are Motörhead, gefolgt von einer gut ein Jahr dauernden Tournee.

### Steigende Popularität
Einen Wendepunkt in kommerzieller Hinsicht stellte das im April 2002 veröffentlichte Album Hammered dar. Motörhead verkaufte von der Platte innerhalb eines Monats mehr Exemplare als von den beiden vorangegangenen Alben bis dahin zusammen. Da die Band wieder für größere Konzertveranstaltungen gebucht wurde, bedeutete dies einen finanziellen Aufschwung für die Musiker. Es folgte ein Plattenvertrag beim renommierten deutschen Independentlabel SPV und 2004 das Album Inferno. Weiterhin nahm Motörhead im Jahr 2004 das Lied You Better Swim für den SpongeBob-Schwammkopf-Film auf. Für ihren Titel Whiplash, eine Metallica-Coverversion, erhielt Motörhead 2005 den Grammy Award in der Kategorie Best Metal Performance.
Am 16. Juni 2005 wurde im Hammersmith Apollo in London das 30-jährige Bandjubiläum gefeiert. Für Motörhead eröffneten die langjährigen Weggefährten von Saxon und Girlschool. Ebenfalls im Jahr 2005 spielte Motörhead auf dem Vaya-con-tioz-Abschiedsfestival der Böhsen Onkelz auf dem Lausitzring.
Motörhead hat seit 2000 mehrmals mit der amerikanischen Wrestling-Promotionsfirma World Wrestling Entertainment (WWE) zusammengearbeitet. So wurden drei Lieder aufgenommen (The Game, Line in the Sand (Evolution) und King of Kings), die als Einzugsmusik für den Wrestler Triple H verwendet werden. Auch sind die Lieder auf den verschiedenen CDs der Promotion zu finden. Zudem hatte Motörhead Auftritte bei Wrestlemania 17 (1. April 2001) und WrestleMania 21 (3. April 2005), wo sie Triple Hs Einzüge live begleiteten.
Im August 2006 wurde das Album Kiss of Death veröffentlicht – das erste seit dem 1992er-Album March ör Die, das sich in den britischen Albumcharts platzieren konnte. In Deutschland stieg es in der ersten Chartwoche auf Platz 4 der Albumcharts ein. Im Jahr 2008 erschien das Album Motörizer. Für einen Teil der Amerika-Tour 2009 wurde als Ersatz für Schlagzeuger Mikkey Dee, der wegen der Teilnahme an der schwedischen Ausgabe des Dschungelcamps nicht verfügbar war, Ex-Guns-N’-Roses-Schlagzeuger Matt Sorum verpflichtet. Im Zuge der Vorarbeiten zum 20. Studioalbum The Wörld Is Yours, das im Dezember 2010 anlässlich des 65. Geburtstages von Lemmy Kilmister und des 35-jährigen Bandjubiläums erschien, gründete die Band ein eigenes Plattenlabel unter dem Namen Motörhead Music. Während der Tournee zum Album The Wörld Is Yours wurde ein Auftritt in Santiago de Chile am 9. Juli 2011 mitgeschnitten und im November 2011 als DVD The Wörld Is Ours Vol. 1: Everywhere Further Than Everyplace Else veröffentlicht. Aufgenommen wurde das Konzert von Sam Dunns Produktionsfirma Banger Films.
Seit 2011 bietet Motörhead eine eigene Getränkekollektion an. Sie besteht aus dem Rotwein Motörhead Shiraz, einem Rosé und einem Wodka mit dem Namen Vödka. Daneben wird verschiedenes Zubehör wie Wein- und Whiskygläser angeboten.

### Gesundheitliche Probleme
Da Kilmister nach einer Operation und einem Sturz körperlich stark geschwächt war, sagten Motörhead am 2. Juli 2013 alle Festivalauftritte des Jahres ab. So musste der Auftritt der Band beim Wacken Open Air 2013 wegen Kilmisters schlechtem Zustand nach einer halben Stunde abgebrochen werden. Die gesundheitlichen Probleme des Frontmanns überschatteten auch die Aufnahmen für das 21. Studioalbum Aftershock, das am 18. Oktober 2013 erschien. Die für den Winter 2013 geplante Europatour musste zunächst verschoben und letztlich abgesagt werden. Als Grund wurde Kilmisters schlechter Gesundheitszustand genannt, bedingt durch eine seit Jahren bestehende Diabetes.
2014 nahmen Motörhead gemeinsam mit Biff Byford den Song Starstruck für ein Ronnie-James-Dio-Tributealbum auf. Es wurde am 1. April 2014 veröffentlicht und heißt This Is Your Life. Im selben Jahr hatten sie ein Konzert in Birmingham, bei dem sie zum ersten Mal wieder mit Phil Taylor und Eddie Clarke auf der Bühne standen. Diese hatten bei Ace of Spades einen Gastauftritt. Im September 2014 fand die erste Motörhead-Kreuzfahrt unter dem Titel The Motörboat Experience statt.
In einem Interview mit dem Magazin Rock Hard kündigte Kilmister für 2015 ein neues Studioalbum an. Dieses wurde mit dem Titel Bad Magic am 28. August 2015 veröffentlicht. Es erreichte in der ersten Woche nach Veröffentlichung Platz 1 der deutschen Albumcharts und ist damit das erste Nummer-eins-Album der Band nach No Sleep ’til Hammersmith, das 1981 Platz 1 der britischen Albumcharts erreichte. Am Vorabend der Albumveröffentlichung musste Motörhead ein Konzert in Salt Lake City abbrechen, weil Kilmister über Atemnot klagte, das Konzert in Denver am darauf folgenden Tag wurde aus diesem Grund abgesagt. Es folgten Anfang September 2015 weitere Konzertabsagen, begründet wurde dies mit der Höhenkrankheit, die sich Kilmister in Salt Lake City zugezogen haben soll. Am 8. September setzte Motörhead die begonnene Tour in St. Louis fort.

### Tod von Lemmy Kilmister
Am 28. Dezember 2015 verstarb Lemmy Kilmister an einer Krebserkrankung. In einem Interview mit der schwedischen Zeitung Expressen sagte der Schlagzeuger Mikkey Dee, dass durch den Tod des Sängers die Band nicht mehr bestehe. Künftige Tourneen und neue Alben schloss er kategorisch aus, womit das Ende der Band offiziell wurde.
UDR Music gab bekannt, am 27. Mai 2016 mit Clean Your Clock ein Live-Album der Band veröffentlichen zu wollen. Das Album, welches Material ihrer Shows vom 20. und 21. November 2015 im Münchner Club Zenith zeigt, wurde als DVD, Blu-Ray-Disc, CD, Vinyl und als Boxset veröffentlicht. Das letzte Konzert der Band fand am 11. Dezember 2015 in der Max-Schmeling-Halle in Berlin statt, nachdem es am 27. November 2015 aufgrund einer Erkrankung von Gitarrist Phil Campbell verschoben worden war.

## Stilistische Einordnung

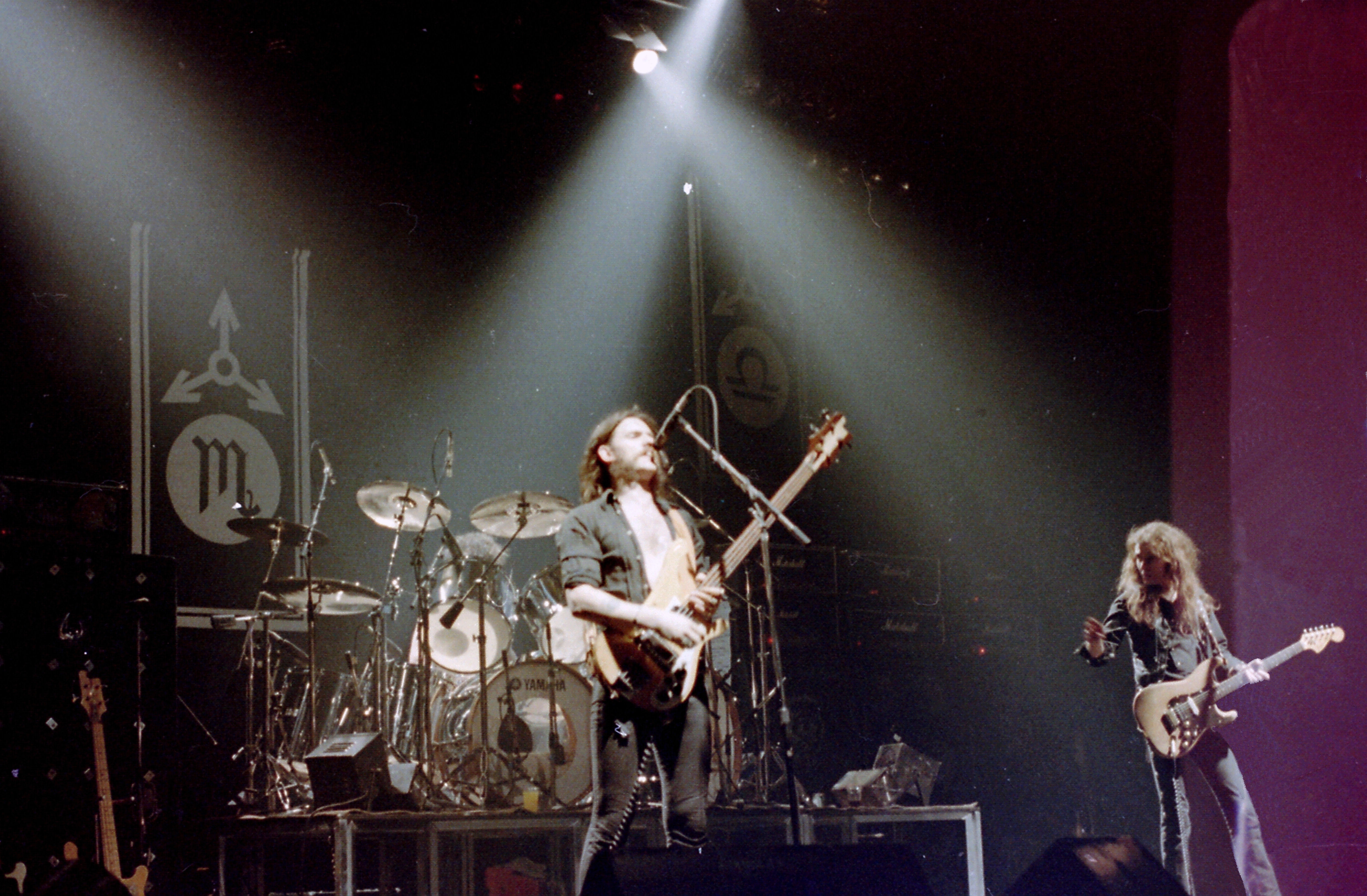
Motörhead, 1982

Motörhead wird in der Literatur und in Musikzeitschriften meist dem Genre des Heavy Metal zugeordnet, obwohl in die Musik Stilelemente aus dem Hard Rock, dem Punk- und dem Bluesrock einfließen. Der Musikwissenschaftler Dietmar Elflein kommt in einer Analyse der Musik der Band 2010 zu dem Schluss, dass aufgrund der Backbeat-Technik im Schlagzeugspiel, der Shuffles sowie der verwendeten Bluesschemata musiktheoretisch eine Zuordnung der Band zum Heavy Metal nicht in Betracht kommt, in einem Interview mit der taz bezeichnete er die Musik von Motörhead als „Chuck Berry, nur verzerrter und lauter“. Steve Waksman schreibt in einer Studie aus dem Jahr 2009, dass Motörhead im musikalischen Gesamtkontext die erste Band war, die Punk und Heavy Metal kombinierte. Ian Christe bezeichnet Motörhead als das Bindeglied zwischen Black Sabbath und dem aufkommenden Punk Mitte/Ende der 1970er Jahre. Black Sabbath habe den Heavy Metal erfunden, Judas Priest habe ihn bekannt gemacht und Motörhead habe ihn definiert. Das Musikmagazin Rolling Stone schreibt, dass die Musik der Band „der kleinste gemeinsame Nenner zwischen Punk und Metal“ sei. Das deutsche Musikmagazin Rock Hard bezeichnet das Debütalbum Motörhead als „völlig eigenständigen Bastard aus Rock ’n’ Roll und Punk“. Jörg Scheller nennt Motörhead einen Sonderfall, da die Band einerseits eine klassische Heavy-Metal-Band sei, andererseits aber auch eine Rock-’n’-Roll-Band. Im Tagesspiegel präzisiert Scheller: „Aus den sechziger Jahren brachten sie [Motörhead] den Freiheitsdrang mit, aus ihrer Gegenwart sogen sie den Anarchismus und Nihilismus des Punk auf, verquirlten ihn mit der maschinellen Kälte des Heavy Metal und konterkarierten diesen mit der Lebenslust urwüchsigen Rock’n’Rolls.“
Die Gruppe selbst und besonders der Bandgründer Lemmy Kilmister betrachtete die Gruppe allerdings nicht als Metal-Band. In einem Interview mit dem Rolling Stone anlässlich der Veröffentlichung des 2004er-Albums Inferno äußerte Kilmister, dass es Zeit sei, für die Musik eine neue Kategorie zu schaffen: „Motörhead Music“. In anderen Interviews weist er darauf hin, dass er sich dem Punk stets mehr verbunden fühlte als dem Metal, Motörhead habe mehr mit The Damned als mit Black Sabbath gemeinsam und keine Gemeinsamkeiten mit Judas Priest; für ihn sind Bands wie Black Sabbath und Judas Priest Metal, schnellere Bands wie die der New Wave of British Heavy Metal (NWoBHM) und Metallica klingen für ihn mehr nach Punk als nach Metal. Punks seien interessanter und wütender, Metaller verlören ihre Wut schnell, wenn Geld im Spiel sei, und Metal habe seinen revolutionären Geist verloren, als er in die Arenen kam, wo Punks niemals gespielt hätten. Die Band selbst bezeichnet ihren Stil als Rock ’n’ Roll und beruft sich damit auf das Lebensgefühl, die Thematiken und die Songstruktur des 1950er-Genres betreffende Traditionen, was besonders bei Liedern wie Angel City, Going to Brazil, Don’t Waste Your Time und Coverversionen wie Blue Suede Shoes und Hoochie Coochie Man deutlich wird. Allerdings ist dies nicht als Motörheads Hauptgenre zu bezeichnen, da die Band auch andere Stile bedient oder von ihnen beeinflusst ist. Einige Stücke sind dem Hard Rock zuzuordnen, so ist You Better Run mit Bad to the Bone von George Thorogood vergleichbar, auf das auch die Textzeile „I’m iron & steel, I’m bad to the bone“ anspielt. Titel wie R.A.M.O.N.E.S., ein Lied über die US-amerikanische Band Ramones, sind wiederum eindeutig dem Punk zuzuordnen, die Band trat unter anderem mit The Damned auf, und Lemmy hatte Kontakte zur frühen Punk-Subkultur, unter anderem zu Sid Vicious und Wendy O. Williams.

## Musikalische Bedeutung
Motörhead wird zu den Wegbereitern des Speed Metal gezählt. Das Billboard Magazine weist auf den weitreichenden Einfluss von Motörhead hin und schreibt, dass der „überwältigende, laute und schnelle Heavy Metal [der Band] einer der wegweisendsten Stile der späten 1970er war“, die Musik der Band sei kein Punk-Rock, vielmehr war sie die erste Metal-Band, die „dessen Energien gebündelt und damit den Grundstein für spätere Genres“ des Heavy Metal legte. So werden Lieder wie Overkill oder Bomber als Basis für den Thrash Metal angesehen. Dem 1979er-Album Overkill wird eine bedeutende Rolle für die Entwicklung der New Wave of British Heavy Metal zugesprochen, das 1980er-Album Ace of Spades wird als eines der wichtigsten Alben der Rock-Geschichte bezeichnet. Des Weiteren bereitete Motörhead mit der Kombination aus schnellem Tempo und Doublebass-Technik, die erstmals auf Overkill (1979) zu hören war, den Weg für spätere Schlagzeugtechniken wie den Blastbeat.
Über alle Subgenres des Metals sind Musiker und Bands von Motörhead beeinflusst. Bereits Ende der 1970er Jahre spielten Gruppen wie die Tygers of Pan Tang Coverversionen der Band, und die Black-Metal-Pioniere Venom und Bathory ließen sich neben anderen Bands wie Black Sabbath auch von Motörhead inspirieren. Motörhead gehörte zu den Haupteinflüssen der Anfang der 1980er Jahre aufkommenden Metal-Szene in den USA. Lars Ulrich, Schlagzeuger von Metallica, begleitete Motörhead auf deren 1981er-USA-Tournee und war Leiter des US-amerikanischen Motörhead-Fanklubs. In Bezug auf die soziale gemeinschaftsbildende Wirkungsmacht von Motörhead innerhalb der Hard-Rock-Szene erklärte Lars Ulrich in dem Dokumentarfilm Classic Albums: Motörhead – Ace of Spades von 2004: „Damals gab es eine große Kluft zwischen Punks und Metalfans. Aber Motörhead rissen all diese Schranken nieder.“ Jeff Becerra, Sänger der US-amerikanischen Death-Metal-Pioniere Possessed, verwies darauf, dass der Anspruch von Possessed gewesen sei, „so schnell und so laut zu spielen … wie Motörhead“. Die ebenfalls zu den Pionieren dieser Musikrichtung zählenden Bands Master und Death Strike von Paul Speckmann zählen Motörhead ebenfalls zu ihren Einflüssen. Auch die Kanadier Voivod zeigten sich auf ihrem 1984er-Debüt War and Pain hörbar unter dem Einfluss der Musik von Motörhead. Die Mitte der 1980er Jahre in den USA aufkommende Metalcore-Bewegung bezieht sich ebenso auf Motörhead wie die 1990er-Crust-Bewegung. Der Einfluss der Band reicht bis in die heutige Zeit. Fenriz von der norwegischen Band Darkthrone verwies darauf, dass er sich bei dem in den 2000ern vollzogenen Stilwechsel von den frühen Veröffentlichungen von Motörhead inspirieren ließ und nannte die von Motörhead praktizierte Verbindung von Heavy Metal und Punk „Metalpunk“.

## Musik und Texte

Intro (Takte 1–4), Hauptriff (Takte 5–8) und Strophenbegleitung (Takte 9–12) aus Ace of Spades.

Die Musik von Motörhead wird als Kombination aus schnellem Schlagzeugspiel, stark verzerrtem und übersteuertem Bass, Lautstärke und einem Gesang, der traditionelle Gesangstechniken mit Shouting kombiniert, bezeichnet. Die frühen Veröffentlichungen zeigten sich stark von Rock ’n’ Roll und Punk beeinflusst. So ist das Debütalbum Motörhead (1977) von 12-taktigen Gitarrenriffs und Doppelgriffen nach Art von Rock-Musikern wie Chuck Berry geprägt. Mit der Veröffentlichung von Overkill (1979) definierte Motörhead seinen Stil durch stark verzerrte, um einen Halbton tiefer gestimmte Gitarren, den verstärkten Einsatz der Doublebass-Schlagzeugtechnik, verbunden mit schnellen Sechzehntel-Rhythmen nach dem Vorbild von Gruppen wie Deep Purple neu. Die Musik basierte weitgehend auf zwei statt auf drei Akkorden. Als eher untypisch für Motörhead wird das Album Another Perfect Day angesehen, das wegen der Mitwirkung von Gitarrist Brian Robertson (ehemals Thin Lizzy) raffiniertere und extravagantere Melodien als andere Veröffentlichungen der Gruppe bietet.
Als typisch für Motörhead wird der Klang des E-Bass bezeichnet, der weitestgehend die zweite Gitarre ersetzt. Beim Spielen wird durchgehend eine Leersaite angeschlagen, die in Kombination mit gegriffenen Saiten einen Klang erzeugen, der den E-Bass die Rolle der Rhythmusgitarre übernehmen lässt. Ein weiteres stilistisches Merkmal ist dabei, dass viele Lieder mit einem markanten Bassriff eröffnet werden. Dies ist beispielsweise der Fall bei Motörhead, Stone Dead Forever, Ace of Spades und Overnight Sensation. Die Klangfarbe der Gitarren wird als stark verzerrt beschrieben und verzichtet außer bei Soli auf klangformende Effekte wie Wah Wahs. Dadurch ist die Klangfarbe der Musik von Motörhead deutlich basslastiger als die vergleichbarer Bands wie AC/DC. Der Schlagzeugklang ist unverzerrt und erzeugt durch eine Wall of Sound eine klangliche „Konzertsituation“. Ausgangspunkt des Schlagzeugspiels ist stets ein Backbeat. Der raue Gesang von Lemmy Kilmister hat seinen Ursprung im Shouting, wie es im traditionellen Blues verwendet wurde. Obwohl die Stimmlage Kilmisters als Tenor anzusehen war, wirkte sie durch die gutturalen Elemente tiefer.
Motörhead adaptierte seit Bandgründung Elemente der Biker-Szene. Während zeitgenössische Gruppen wie Judas Priest die Verbindung durch das Tragen von Lederkleidung mit Nieten und Ketten dokumentierten, äußerte sich die Verbindung bei Motörhead durch die Adaption des Ethos des Verlierers in den Liedtexten. Durch diese eher einfache und bescheidene Sichtweise erschien Motörhead bodenständiger als andere Bands und sicherte sich so die Sympathien der Punk-Bewegung der späten 1970er Jahre.
Lemmy Kilmister schrieb den überwiegenden Teil der Liedtexte, die Themen sind breit gefächert. So wird das Titellied des Debütalbums Motörhead als Rock-’n’-Roll-Ode an die Droge Amphetamin bezeichnet. Als weiteres Thema findet sich in Liedtexten wie Born to Lose das Image des Verlierers und Outlaws. Aber auch das Textkonzept gesamter Alben wie Ace of Spades beruht auf diesem Thema. Auch Kilmisters Faszination für Militärgeschichte spiegelt sich in den Texten wider. So handelt Bomber vom Einsatz einer Bomber-Besatzung im Zweiten Weltkrieg, 1916 thematisiert die Schlacht an der Somme im Ersten Weltkrieg und Marching off to War handelt von der empfundenen Sinnlosigkeit des Krieges. Kritik brachten Kilmister einige seiner Texte über Frauen wie Jailbait oder I’m So Bad ein, die als sexistisch und frauenverachtend angesehen wurden. In einigen Texten übt Kilmister Kritik an Missständen in der Gesellschaft und besonders an Religionen ((Don’t Need) Religion, God Was Never on Your Side). Ein besonderer Liedtext ist (We Are) The Roadcrew, den Kilmister zu Ehren der Roadies von Motörhead schrieb.

## Das Band-Maskottchen Snaggletooth

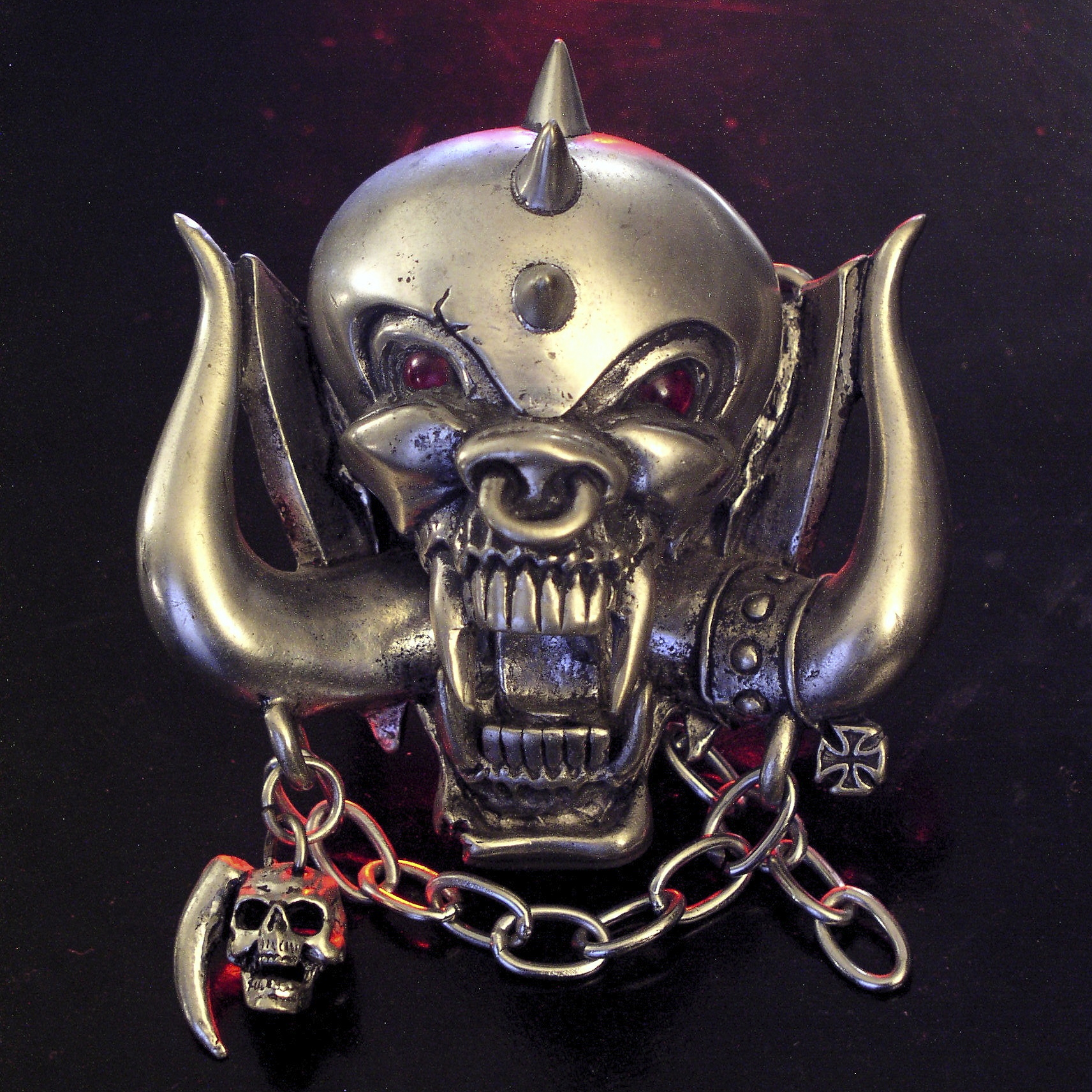
Band-Maskottchen Snaggletooth als metallene Gürtelschnalle

Zusätzlich zum Band-Logo benutzt Motörhead, ähnlich wie die Heavy-Metal-Band Iron Maiden, eine speziell für die Gruppe entworfene Fantasiefigur, die als Maskottchen dient und die in verschiedenen Variationen auf vielen ihrer Albumhüllen sowie auf Bühnenhintergründen und Band-T-Shirts abgebildet ist. Die Figur stellt einen Schädel mit bedrohlich aufgerissenem Maul dar und trägt den Fantasienamen „Snaggletooth“ (englisch in etwa für „Krummzahn“ oder „Schiefzahn“), vollständig „Snaggletooth B. Motörhead“. Die Figur besteht aus dramatisch überzeichneten Elementen eines Keiler- und eines Hundeschädels sowie einigen martialisch anmutenden militärischen Elementen – darunter ein mit Stacheln besetzter Stahlhelm, ein Eisernes Kreuz und eine an den übergroßen Hauern befestigte Kette. Snaggletooth erschien erstmals auf dem Plattencover des 1977er-Debütalbums Motörhead. Entworfen wurde die Figur 1975 vom Künstler Joe Petagno, der damit seine Vorstellungen eines Hells-Angels-Schädels umsetzen wollte. Im Jahr 2007 beendete Petagno die Zusammenarbeit mit Motörhead.

## Motörhead-Alkoholika
Seit 2016 braut die Camerons Brewery in Hartlepool, England, Motörhead Roadcrew Beer, ein American Pale Ale mit 5 % ABV, das von Gitarrist Phil Campbell und Schlagzeuger Mikkey Dee mitentwickelt wurde.
Bereits seit 2012 gibt es das Motörhead Bastards Lager, ein untergäriges Bier mit 4,7 % ABV, das von der Krönleins-Brauerei in Schweden hergestellt wird. Außerdem gibt es noch ein Imperial Pils Lager sowie eine eigene Whisky-Marke und den ebenfalls in Schweden hergestellten Motörhead Vödka.

## Diskografie
Studioalben
Das erste von Motörhead aufgenommene Studioalbum war On Parole (1975). Es wurde wegen eines Rechtsstreits zunächst nicht veröffentlicht, erst 1979 erschien es ohne Einwilligung der Band bei United Artists Records. Aus diesem Grund wird es in dieser Aufstellung nicht geführt.

| Jahr | Titel Musiklabel                                   | Höchstplatzierung, Gesamtwochen, AuszeichnungChartplatzierungen (Jahr, Titel, Musiklabel, Platzierungen, Wochen, Auszeichnungen, Anmerkungen) | Höchstplatzierung, Gesamtwochen, AuszeichnungChartplatzierungen (Jahr, Titel, Musiklabel, Platzierungen, Wochen, Auszeichnungen, Anmerkungen) | Höchstplatzierung, Gesamtwochen, AuszeichnungChartplatzierungen (Jahr, Titel, Musiklabel, Platzierungen, Wochen, Auszeichnungen, Anmerkungen) | Höchstplatzierung, Gesamtwochen, AuszeichnungChartplatzierungen (Jahr, Titel, Musiklabel, Platzierungen, Wochen, Auszeichnungen, Anmerkungen) | Höchstplatzierung, Gesamtwochen, AuszeichnungChartplatzierungen (Jahr, Titel, Musiklabel, Platzierungen, Wochen, Auszeichnungen, Anmerkungen) | Anmerkungen                                                |
| Jahr | Titel Musiklabel                                   | DE | AT | CH | UK | US | Anmerkungen                                                |
| ---- | -------------------------------------------------- | --- | --- | --- | --- | --- | ---------------------------------------------------------- |
| 1977 | Motörhead Chiswick Records (United Artists)        | — | — | — | UK43 Silber · (5 Wo.)UK | — | Erstveröffentlichung: 12. August 1977 Verkäufe: + 60.000   |
| 1979 | Overkill Bronze Records (EMI)                      | DE60 a (2 Wo.)DE | — | CH77 a (1 Wo.)CH | UK24 Silber · (11 Wo.)UK | — | Erstveröffentlichung: 16. März 1979 Verkäufe: + 60.000     |
| 1979 | Bomber Bronze Records (EMI)                        | DE97 b (1 Wo.)DE | — | — | UK12 Silber · (13 Wo.)UK | — | Erstveröffentlichung: 27. Oktober 1979 Verkäufe: + 60.000  |
| 1980 | Ace of Spades Bronze Records (EMI)                 | DE10 c (3 Wo.)DE | AT42 c (1 Wo.)AT | CH39 c (3 Wo.)CH | UK4 Gold · (19 Wo.)UK | — | Erstveröffentlichung: 8. November 1980 Verkäufe: + 100.000 |
| 1982 | Iron Fist Bronze Records (WEA)                     | DE15 d (12 Wo.)DE | AT75 d (1 Wo.)AT | CH26 d (1 Wo.)CH | UK6 Silber · (9 Wo.)UK | US174 (6 Wo.)US | Erstveröffentlichung: 17. April 1982 Verkäufe: + 60.000    |
| 1983 | Another Perfect Day Bronze Records (Polydor)       | DE24 (6 Wo.)DE | AT30 (… Wo.)AT | CH39 (1 Wo.)CH | UK20 (4 Wo.)UK | US153 (7 Wo.)US | Erstveröffentlichung: Mai 1983                             |
| 1986 | Orgasmatron GWR Records (RCA)                      | DE47 (5 Wo.)DE | — | — | UK21 (4 Wo.)UK | US157 (11 Wo.)US | Erstveröffentlichung: 9. August 1986                       |
| 1987 | Rock ’n’ Roll GWR Records (CBS)                    | DE33 (4 Wo.)DE | — | — | UK34 (3 Wo.)UK | US150 (6 Wo.)US | Erstveröffentlichung: 5. September 1987                    |
| 1991 | 1916 WTG Records (CBS)                             | DE14 (18 Wo.)DE | — | CH24 (8 Wo.)CH | UK24 (4 Wo.)UK | US142 (9 Wo.)US | Erstveröffentlichung: 26. Februar 1991                     |
| 1992 | March ör Die WTG Records (Sony)                    | DE21 (13 Wo.)DE | AT16 (6 Wo.)AT | CH18 (5 Wo.)CH | UK60 (1 Wo.)UK | — | Erstveröffentlichung: 14. August 1992                      |
| 1993 | Bastards ZYX Music (ZYX)                           | DE28 (9 Wo.)DE | — | — | — | — | Erstveröffentlichung: 18. Oktober 1993                     |
| 1995 | Sacrifice Steamhammer (SPV)                        | DE31 (10 Wo.)DE | — | — | — | — | Erstveröffentlichung: 11. Juli 1995                        |
| 1996 | Overnight Sensation Steamhammer (SPV)              | DE70 e (5 Wo.)DE | — | — | — | — | Erstveröffentlichung: 9. Oktober 1996                      |
| 1998 | Snake Bite Love Steamhammer (SPV)                  | DE47 (3 Wo.)DE | — | — | — | — | Erstveröffentlichung: 10. März 1998                        |
| 2000 | We Are Motörhead Steamhammer (SPV)                 | DE21 (5 Wo.)DE | — | — | UK91 (1 Wo.)UK | — | Erstveröffentlichung: 16. Mai 2000                         |
| 2002 | Hammered Steamhammer (SPV)                         | DE39 (4 Wo.)DE | — | — | — | — | Erstveröffentlichung: 8. April 2002                        |
| 2004 | Inferno Steamhammer (SPV)                          | DE10 (9 Wo.)DE | AT44 (4 Wo.)AT | CH36 (5 Wo.)CH | UK95 (1 Wo.)UK | — | Erstveröffentlichung: 21. Juni 2004                        |
| 2006 | Kiss of Death Steamhammer (SPV)                    | DE4 (10 Wo.)DE | AT20 (3 Wo.)AT | CH26 (4 Wo.)CH | UK45 (1 Wo.)UK | — | Erstveröffentlichung: 25. August 2006                      |
| 2008 | Motörizer Steamhammer (SPV)                        | DE5 (8 Wo.)DE | AT13 (4 Wo.)AT | CH11 (6 Wo.)CH | UK32 (2 Wo.)UK | US82 (2 Wo.)US | Erstveröffentlichung: 26. August 2008                      |
| 2010 | The Wörld Is Yours UDR (EMI)                       | DE25 (8 Wo.)DE | AT34 (2 Wo.)AT | CH24 (6 Wo.)CH | UK45 (1 Wo.)UK | US94 (1 Wo.)US | Erstveröffentlichung: 10. Dezember 2010                    |
| 2013 | Aftershock UDR (Alternative Distribution Alliance) | DE5 Gold · (10 Wo.)DE | AT7 (4 Wo.)AT | CH6 (7 Wo.)CH | — | US22 (2 Wo.)US | Erstveröffentlichung: 18. Oktober 2013 Verkäufe: + 100.000 |
| 2015 | Bad Magic UDR (Dust & Glass)                       | DE1 Gold · (20 Wo.)DE | AT1 (10 Wo.)AT | CH2 (15 Wo.)CH | UK10 (3 Wo.)UK | US35 (2 Wo.)US | Erstveröffentlichung: 28. August 2015 Verkäufe: + 100.000  |
| 2025 | The Manticore Tapes UDR (Dust & Glass)             | DE9 (1 Wo.)DE | AT17 (1 Wo.)AT | CH19 (1 Wo.)CH | UK62 (1 Wo.)UK | — | Erstveröffentlichung: 27. Juni 2025                        |

grau schraffiert: keine Chartdaten aus diesem Jahr verfügbar

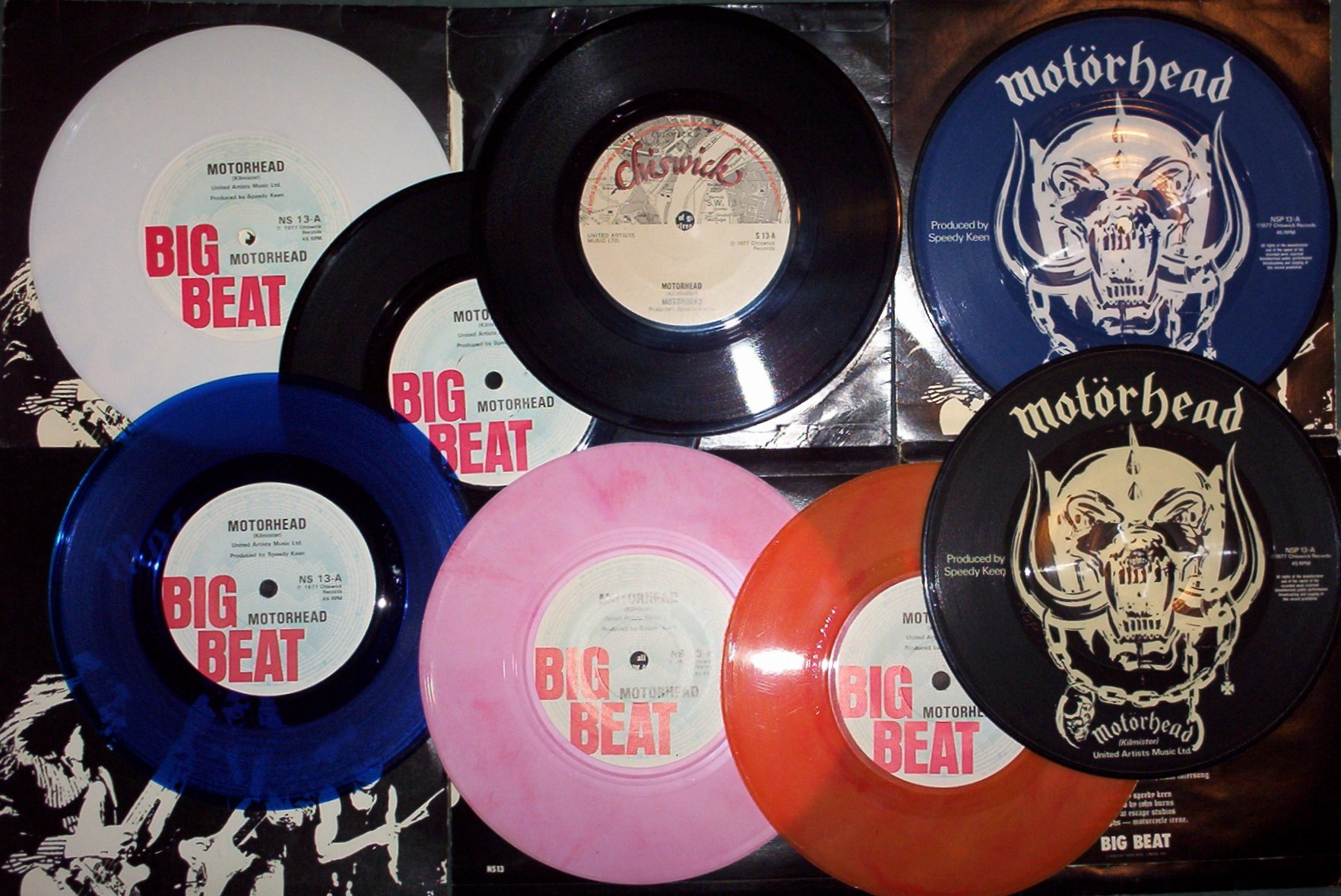
Singles von Motörhead

Da die Rechte der frühen Motörhead-Alben nicht bei der Band liegen, werden diese Alben immer wieder in verschiedenen Formaten herausgebracht. Neben den offiziellen 22 Alben gibt es noch diverse Bootlegs und dutzende Best-of-Alben.